# 松代站 (新潟縣)
松代站（日语：／ Matsudai eki */?）位於新潟縣十日町市松代，是北越急行北北線的車站。
車站與道之驛（公路休息站）松代故鄉會館合併。使用平假名作為站名的原因，其一為讓地方居民產生親切感，其二為漢字「松代」與長野電鐵屋代線上的松代站（まつしろ）同名，故使用平假名作為區別。

## 車站構造
- 相對式月台，擁有2面2線的車站。月台之間有地下道連接。
  - 兩邊月台長度只能容納2節車廂停靠。
- 無人車站，但設有售票窗口。事實上北越急行將部分業務交由地方自治團體管理執行。
  - 松代故鄉會館內除販賣名產外，亦代售部分的新幹線車票、特急券等等（名義上由北北線十日町站售出）。
  - 逢假期時出現返鄉人潮，十日町站會派職員至松代站辦理剪票等業務。
- 車站北口與道之驛松代故鄉會館合併。車站南口則設有松代雪國農耕文化村中心「農舞台」。
- 車站旁設有北越急行松代工務區，負責路線養護工作。亦設有變電所供應此路段的電車用電。

## 車站周邊
車站位於十日町市松代地區的中心，公共設施等較為集中。
- 十日町市公所 松代支所
- 松代「農舞台」（里山藝術）
- 松代郵局
- 新潟縣立松代高級中學
- 國道253號
- 新潟縣立松代病院
- 十日町市松代Family滑雪場（日语：十日町市松代ファミリースキー場）

## 歷史
- 1997年3月22日　北北線通車時設立。

## 鄰近車站
北越急行
十日町 - 松代 - 北北大島

## 外部連結
- （日語）松代車站（北越急行）
- （日語）十日町市 （页面存档备份，存于）
- （日語）松代觀光協會 （页面存档备份，存于）
- （日語）松代町商工會青年部
- （日語）いい街作ろう!まつだい.ねっと
- （日語）東部計程車 （页面存档备份，存于）
- （日語）東頸巴士